# У пустелі смерті
«У пустелі смерті» (англ. Into the Badlands) — американський телесеріал, прем'єра якого відбулася 15 листопада 2015 року на телеканалі AMC. У серіалі розповідається історія воїна і хлопчика, які подорожують через небезпечні землі, шукаючи просвітлення.
8 березня 2016 року AMC продовжив серіал на другий сезон, прем'єра якого відбулася 19 березня 2017 року.

## Виробництво
«У пустелі смерті», описаний як «жанровий телесеріал про бойові мистецтва», знятий за мотивами класичної китайської казки «Подорож на Захід». AMC замовив шість часових епізодів екшн-драми компанії AMC Networks для прем'єри в кінці 2015 року. Майк Шинода з Linkin Park склав головну тему. Виконавчий продюсер Стівен Фанг також служить як режисер-постановник серіалу нарівні з гонконгським хореографом, Ку Хуан-Чіу.

## В ролях

### Основний склад
- Деніел Ву — Санні
- Орла Брейді — Лідія
- Сара Болджер — Джейд
- Араміс Найт — М. К.
- Емілі Бічем — Мінерва / «Вдова»
- Олівер Старк — Райдер
- Меделін Манток — Вейл
- Елі ІоанІдес — Тільда
- Мартон Чокаш — Квін
- Нік Фрост — Бейджі

### Другорядний склад
- Йоханс Майлс — Рінго
- Бенджамін Папак — Бейл
- Майк Сіл — Петрі
- Стівен Ленг — Валдо
- Тереса Ліане — Анжеліка
- Елен Холман — Зайфер
- Еді Гатегі — Барон Якобі
- Ленс Е. Ніколс — Річковий Король
- Ленс Хенріксен — Пенріт
- Дін-Чарльз Чепмен — Кастор

## Епізоди
| Сезон | Епізоди | Оригінальна дата показу | Оригінальна дата показу |
| Сезон | Епізоди | Прем'єра сезону         | Фінал сезону            |
| ----- | ------- | ----------------------- | ----------------------- |
| 1     | 6       | 15 листопада 2015       | 20 грудня 2015          |
| 2     | 10      | 19 березня 2017         | 21 травня 2017          |
| 3     | 16      | 22 квітня 2018          | 6 травня 2019           |

### Сезон 1 (2015)
| № | Оригінальна назва           | Назва українською               | Режисер      | Сценарист                                        | Прем'єра          | Глядачі в США, млн |
| - | --------------------------- | ------------------------------- | ------------ | ------------------------------------------------ | ----------------- | ------------------ |
| 1 | «The Fort»                  | «Форт»                          | Девід Добкін | Альфред Гоф та Майлз Мілар                       | 15 листопада 2015 | 6,39               |
| 2 | «Fist Like a Bullet»        | «Кулак неначе куля»             | Девід Добкін | Альфред Гоф та Майлз Мілар                       | 22 листопада 2015 | 4,83               |
| 3 | «White Stork Spreads Wings» | «Біла лелека розправляє крила»  | Девід Добкін | Альфред Гоф, Майлз Мілар та Джастін Джуел Гілмер | 29 листопада 2015 | 5,17               |
| 4 | «Two Tigers Subdue Dragons» | «Два тигри підкорюють драконів» | Гай Ферленд  | Альфред Гоф, Майлз Мілар та Майкл Джонс-Моралес  | 6 грудня 2015     | 2,42               |
| 5 | «Snake Creeps Down»         | «Змія підповзає»                | Гай Ферленд  | Альфред Гоф, Майлз Мілар та Джастін Дабл         | 13 грудня 2015    | 2,21               |
| 6 | «Hand of Five Poisons»      | «Рука п'яти отрут»              | Гай Ферленд  | Альфред Гоф, Майлз Мілар та Майкл Р. Пері        | 20 грудня 2015    | 2,16               |

### Сезон 2 (2017)
| №  | Оригінальна назва              | Назва українською               | Режисер   | Сценарист                 | Прем'єра        | Глядачі в США, млн |
| -- | ------------------------------ | ------------------------------- | --------- | ------------------------- | --------------- | ------------------ |
| 1  | «Tiger Pushes Mountain»        | «Тигр штовхає гору»             | Нік Копус | Альфред Гоф і Майлз Мілар | 19 березня 2017 | 3,44               |
| 2  | «Force of Eagle’s Claw»        | «Сила пазура орла»              | Нік Копус | Мет Ламберт               | 26 березня 2017 | 3,41               |
| 3  | «Red Sun, Silver Moon»         | «Червоне сонце, срібний місяць» |           |                           | 2 квітня 2017   | 3,11               |
| 4  | «Palm of the Iron Fox»         | «Лапа залізного лиса»           |           |                           | 9 квітня 2017   |                    |
| 5  | «Monkey Leaps Through Mist»    | «Мавпа стрибає крізь туман»     |           |                           | 16 квітня 2017  |                    |
| 6  | «Leopard Stalks in Snow»       | «Леопард крадеться по снігу»    |           |                           | 23 квітня 2017  |                    |
| 7  | «Black Heart, White Mountain»  | «Чорне серце, біла гора»        |           |                           | 30 квітня 2017  |                    |
| 8  | «Sting of the Scorpion’s Tail» | «Жало із хвоста скорпіона»      |           |                           |                 |                    |
| 9  | «Nightengale Sings No More»    | «Соловій більше не співає»      |           |                           |                 |                    |
| 10 | «Wolf’s Breath, Dragon Fire»   | «Дихання вовка, вогонь дракона» |           |                           |                 |                    |